# 즉시 실행 함수
즉시 호출되는 함수 또는 즉시 호출되는 함수 표현식(Immediately Invoked Function Expression 또는 IIFE)은 자바스크립트(JavaScript)의 함수 범위를 사용하여 실행 범위를 생성하는 자바스크립트 프로그래밍 언어 구문이다. 자동실행함수로도 불린다.
즉시 호출된 함수 표현식을 사용하여 로컬 블록 내에서 지역 변수 호이스팅을 방지하고, 글로벌 환경에서 전역변수를 오염시키는 것을 방지하며 함수 내에 정의된 변수에 대한 프라이버시를 유지하면서 동시에 메서드(method)에 대한 공개 액세스를 허용할 수 있다.

## 예
```
<html>
<script>
 window.onload = function () {
alert('Hello');
}
</script>
</html>
```

## 같이 보기
- 실행 파일